# Epiactis brucei
Epiactis brucei är en havsanemonart som beskrevs av Oscar Henrik Carlgren 1939. Epiactis brucei ingår i släktet Epiactis och familjen Actiniidae. Inga underarter finns listade i Catalogue of Life.